# 12513 Нівен
12513 Нівен (12513 Niven) — астероїд головного поясу, відкритий 27 квітня 1998 року.
Тіссеранів параметр щодо Юпітера — 3,683.